# Lucas Coleman
Lucas Coleman (* 14. Januar 1995 in Brooklin) ist ein kanadischer Volleyballspieler.

## Karriere
Coleman begann seine Karriere an der Bill Crothers Secondary School in Unionville. 2013 kam er zum Studium an die Ryerson University und in den folgenden Jahren spielte er dort in der Universitätsmannschaft Ryerson Rams. 2015 nahm der Außenangreifer mit der kanadischen Junioren-Nationalmannschaft an der U21-Weltmeisterschaft in Mexiko teil. 2018 wurde der Außenangreifer vom deutschen Bundesligisten SWD Powervolleys Düren verpflichtet. Mit der Mannschaft erreichte er das Halbfinale im DVV-Pokal und das Viertelfinale in den Bundesliga-Playoffs. Anschließend beendete er wegen einer schweren Verletzung an der Hüfte seine Profi-Karriere.